# Diocesi di Aliwal
La diocesi di Aliwal (in latino Dioecesis Alivalensis) è una sede della Chiesa cattolica in Sudafrica suffraganea dell'arcidiocesi di Città del Capo. Nel 2023 contava 46.800 battezzati su 649.000 abitanti. È retta dal vescovo Joseph Mary Kizito.

## Territorio
La diocesi comprende i comuni di Aliwal North, Barkly East, Bethulie, Burgersdorp, Goedemoed, Herschel, Indwe, Lady Grey, Molteno, Macuba with Jujinganga Hills, Rouxville, Steynsburg, Sterkstroom, Sterkspruit, Springfontein, Venterstad, Woodehouse.
Sede vescovile è la città di Aliwal North, dove si trova la cattedrale del Sacro Cuore di Gesù.
Il territorio è suddiviso in 2 parrocchie.

## Storia
La prefettura apostolica di Gariep fu eretta il 12 giugno 1923 con il breve Quo christiani di papa Pio XI, ricavandone il territorio dal vicariato apostolico del Capo di Buona Speranza, Distretto orientale (oggi diocesi di Port Elizabeth) e dal vicariato apostolico di Kimberley (oggi diocesi).
Il 9 aprile 1934 in virtù della bolla Libenti animo di papa Pio XI incorporò una porzione di territorio che era appartenuta alla missione sui iuris di Queenstown (oggi diocesi).
Il 27 gennaio 1936 la prefettura apostolica fu elevata a vicariato apostolico con la bolla Ad potiorem dello stesso papa Pio XI e contestualmente assunse il nome di vicariato apostolico di Aliwal.
L'11 gennaio 1951 in forza della bolla Suprema Nobis di papa Pio XII ha ceduto una porzione del suo territorio a vantaggio dell'erezione dell'arcidiocesi di Bloemfontein e contestualmente il vicariato apostolico è stato elevato a diocesi.
Il 24 marzo 1953 cedette una porzione del suo territorio a vantaggio dell'erezione della prefettura apostolica di De Aar (oggi diocesi).

## Cronotassi dei vescovi
Si omettono i periodi di sede vacante non superiori ai 2 anni o non storicamente accertati.
- Franz Wolfgang Demont, S.C.I. † (27 luglio 1923 - 3 febbraio 1944 dimesso)
  - Sede vacante (1944-1947)
- Johannes Baptist Lück, S.C.I. † (13 marzo 1947 - 17 dicembre 1973 dimesso)
- Everardus Antonius M. Baaij, S.C.I. † (17 dicembre 1973 - 30 ottobre 1981 dimesso)
  - Sede vacante (1981-1987)[1]
- Fritz Lobinger † (18 novembre 1987 - 29 aprile 2004 ritirato)
  - Sede vacante (2004-2007)[2]
- Michael Wüstenberg (19 dicembre 2007 - 1º settembre 2017 dimesso)
  - Sede vacante (2017-2019)[3]
- Joseph Mary Kizito, dal 15 novembre 2019

## Statistiche
La diocesi nel 2023 su una popolazione di 649.000 persone contava 46.800 battezzati, corrispondenti al 7,2% del totale.
| anno | popolazione | popolazione | popolazione | presbiteri | presbiteri | presbiteri | presbiteri                | diaconi | religiosi | religiosi | parrocchie |
| anno | battezzati  | totale      | %           | numero     | secolari   | regolari   | battezzati per presbitero | diaconi | uomini    | donne     | parrocchie |
| ---- | ----------- | ----------- | ----------- | ---------- | ---------- | ---------- | ------------------------- | ------- | --------- | --------- | ---------- |
| 1950 | 12.135      | 302.000     | 4,0         | 32         | 5          | 27         | 379                       |         | 6         | 167       | 19         |
| 1957 | 10.285      | 200.000     | 5,1         | 22         | 3          | 19         | 467                       |         | 6         | 168       | 9          |
| 1970 | 23.785      | 228.000     | 10,4        | 30         | 8          | 22         | 792                       |         | 28        | 160       | 18         |
| 1980 | 31.885      | 260.000     | 12,3        | 21         | 3          | 18         | 1.518                     |         | 26        | 19        | 2          |
| 1990 | 44.000      | 286.000     | 15,4        | 20         | 4          | 16         | 2.200                     |         | 22        | 126       | 16         |
| 1999 | 47.997      | 509.997     | 9,4         | 21         | 9          | 12         | 2.285                     |         | 13        | 93        | 16         |
| 2000 | 47.727      | 518.727     | 9,2         | 23         | 11         | 12         | 2.075                     |         | 18        | 95        | 16         |
| 2001 | 44.991      | 530.000     | 8,5         | 23         | 11         | 12         | 1.956                     |         | 18        | 97        | 16         |
| 2002 | 45.528      | 530.000     | 8,6         | 24         | 12         | 12         | 1.897                     |         | 18        | 95        | 16         |
| 2003 | 45.151      | 530.000     | 8,5         | 25         | 13         | 12         | 1.806                     |         | 13        | 99        | 16         |
| 2004 | 41.260      | 530.000     | 7,8         | 22         | 13         | 9          | 1.875                     |         | 10        | 99        | 16         |
| 2006 | 42.300      | 536.000     | 7,9         | 22         | 14         | 8          | 1.922                     |         | 9         | 62        | 16         |
| 2012 | 40.400      | 559.000     | 7,2         | 19         | 11         | 8          | 2.126                     |         | 9         | 50        | 2          |
| 2015 | 41.800      | 579.000     | 7,2         | 17         | 12         | 5          | 2.458                     |         | 6         | 23        | 2          |
| 2018 | 43.775      | 606.190     | 7,2         | 12         | 9          | 3          | 3.647                     |         | 3         | 19        | 2          |
| 2020 | 45.100      | 624.550     | 7,2         | 11         | 8          | 3          | 4.100                     |         | 3         | 14        | 2          |
| 2022 | 46.370      | 642.430     | 7,2         | 10         | 7          | 3          | 4.637                     |         | 3         | 12        | 2          |
| 2023 | 46.800      | 649.000     | 7,2         | 10         | 7          | 3          | 4.680                     |         | 3         | 13        | 2          |